# يوهان غوتليب فريدريش
يوهان غوتليب فريدريش (بالإنجليزية: Johann Gottlieb Friedrich von Bohnenberger )‏ (و. 1765 – 1831 م) هو رياضياتي، وعالم فلك، وأستاذ جامعي من الإمبراطورية الرومانية المقدسة . وكان عضواً في الأكاديمية البروسية للعلوم .
توفي في توبنغن، عن عمر يناهز 66 عاماً.

## مناصب وهيئات
أدار جامعة توبنغن.